# مونگومو
مونگومو (به لاتین: Mongomo) یک منطقهٔ مسکونی در گینه استوایی است که در وله نزا واقع شده‌است. مونگومو ۷٬۲۵۱ نفر جمعیت دارد.